# Biban (okręg Mehedinți)
Biban – wieś w Rumunii, w okręgu Mehedinți, w gminie Pădina. W 2011 roku liczyła 99 mieszkańców.